# Ocean's 11 (filme de 1960)
Oceans's 11 (bra: Onze Homens e Um Segredo; prt: Os Onze do Oceano) é um filme estadunidense de 1960, do gênero comédia dramático-policial, dirigido por Lewis Milestone, com roteiro de Harry Brown, Charles Lederer, George Clayton Johnston e Jack Golden Russell.

## Sinopse
Em Las Vegas, onze homens elaboram um plano para roubar os cinco maiores casinos de Las Vegas em simultâneo, durante os festejos de Ano Novo.

## Elenco
- Frank Sinatra....Danny Ocean
- Dean Martin.... Sam Harmon
- Sammy Davis Jr..... Josh Howard
- Peter Lawford.... Jimmy Foster
- Shirley MacLaine
- Buddy Lester.... Vince Massler
- Angie Dickinson.... Beatrice Ocean
- Richard Conte.... Anthony Bergdorf
- Cesar Romero.... Duke Santos
- Patrice Wymore.... Adele Ekstrom
- Joey Bishop.... Mushy O'Connors
- Akim Tamiroff.... Spyros Acebos